# Маю (Кабо-Верде)
Маю (порт. Maio, «травень») — острів у складі республіки Кабо-Верде. Населення - 6952 осіб.

## Географія
Площа острова - 269 км². Має протяжність 24 км в довжину і 16 км в ширину. В останні роки тут діє державна програма відновлення лісів, але головною визначною пам'яткою Маю, як і островів Сал і Боавішта, є мальовничі піщані пляжі.

## Геологія
Острів Маю являє собою стародавній вулкан, сплячий протягом тисяч років і схильний до вітрової ерозії. Внаслідок потужного вулканічного імпульсу, який підняв острів на поверхню океану, осадові породи віком понад 190 млн. років також були винесені нагору, і до цих пір помітні. Вулканологи вважають, що Маю, швидше за все, найдавніший острів архіпелагу.

## Історія
Маю був відкритий одним з перших на архіпелазі у 1460 році.
Населення острова здавна займалося розведенням кіз та видобутком солі, експорт якої в Бразилію тривав аж до кінця XIX століття.

## Адміністративний поділ
| Острів | Муніципалітет | Громада               |
| ------ | ------------- | --------------------- |
| Маю    | Маю           | Носса-Сеньйора-да-Луш |